# Wanda Pachlowa

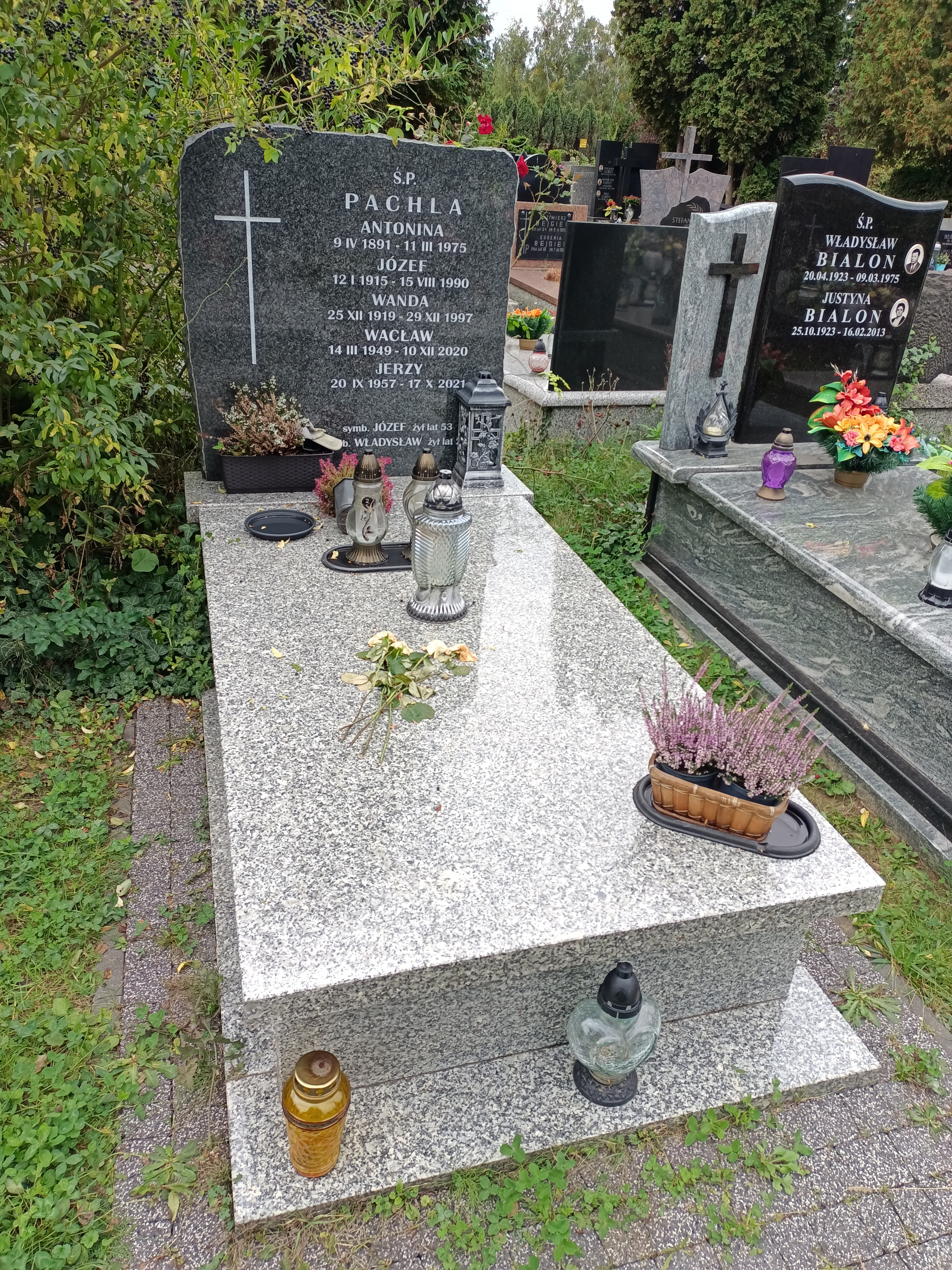
Grób Wandy Pachli na Cmentarzu Komunalnym Północnym w Warszawie

Wanda Pachlowa, właściwie Pachla, z d. Cichomska (ur. 25 grudnia 1919, zm. 29 grudnia 1997) – polska koszykarka, mistrzyni i reprezentantka Polski.

## Kariera sportowa
W latach 1947-1956 wystąpią w 27 spotkaniach reprezentacji Polski seniorek, m.in. zagrała na mistrzostwach Europy w 1952, zajmując z drużyną 5. miejsce.
Ze Spójnią Warszawa wywalczyła mistrzostwo Polski w 1951 i 1952.
Jej mężem był trener Józef Pachla.
Została pochowana w grobie rodzinnym na Cmentarzu Komunalnym Północnym w Warszawie